# Лондонское королевское общество
Ло́ндонское короле́вское о́бщество по разви́тию зна́ний о приро́де (англ. Royal Society of London for Improving Natural Knowledge), Королевское общество (Royal Society) — ведущее научное общество Великобритании, одно из старейших в мире, создано в 1660 году и утверждено королевской хартией в 1662 году.
Девиз общества — «Nullius in verba» (с лат. — «Ни по чьим словам, ни на чьи слова (не опираясь)») — означает, что доказательством должны служить только проведённые человеком эксперименты, расчёты, но никак не слова авторитетов. Это выражение было избрано в знак того, что оно будет полагаться только на научные свидетельства, в отличие от средневековой схоластической философии, для которой непререкаемыми авторитетами были Аристотель и отцы Церкви.
Будучи частной организацией, существующей на субвенции от правительства, играет важную роль в организации и развитии научных исследований в Великобритании и действует как совещательный орган при решении основных вопросов научной политики. Насчитывает свыше тысячи членов. По задачам и функциям Королевское общество выступает в качестве британской академии наук, иногда называясь «Академией наук Великобритании». Вместе с тем в 1901 году по инициативе Общества была создана особая Британская академия.
С 1665 года Общество издаёт журнал Philosophical Transactions of the Royal Society (Phil. Trans.) — один из старейших научных журналов мира.

## История

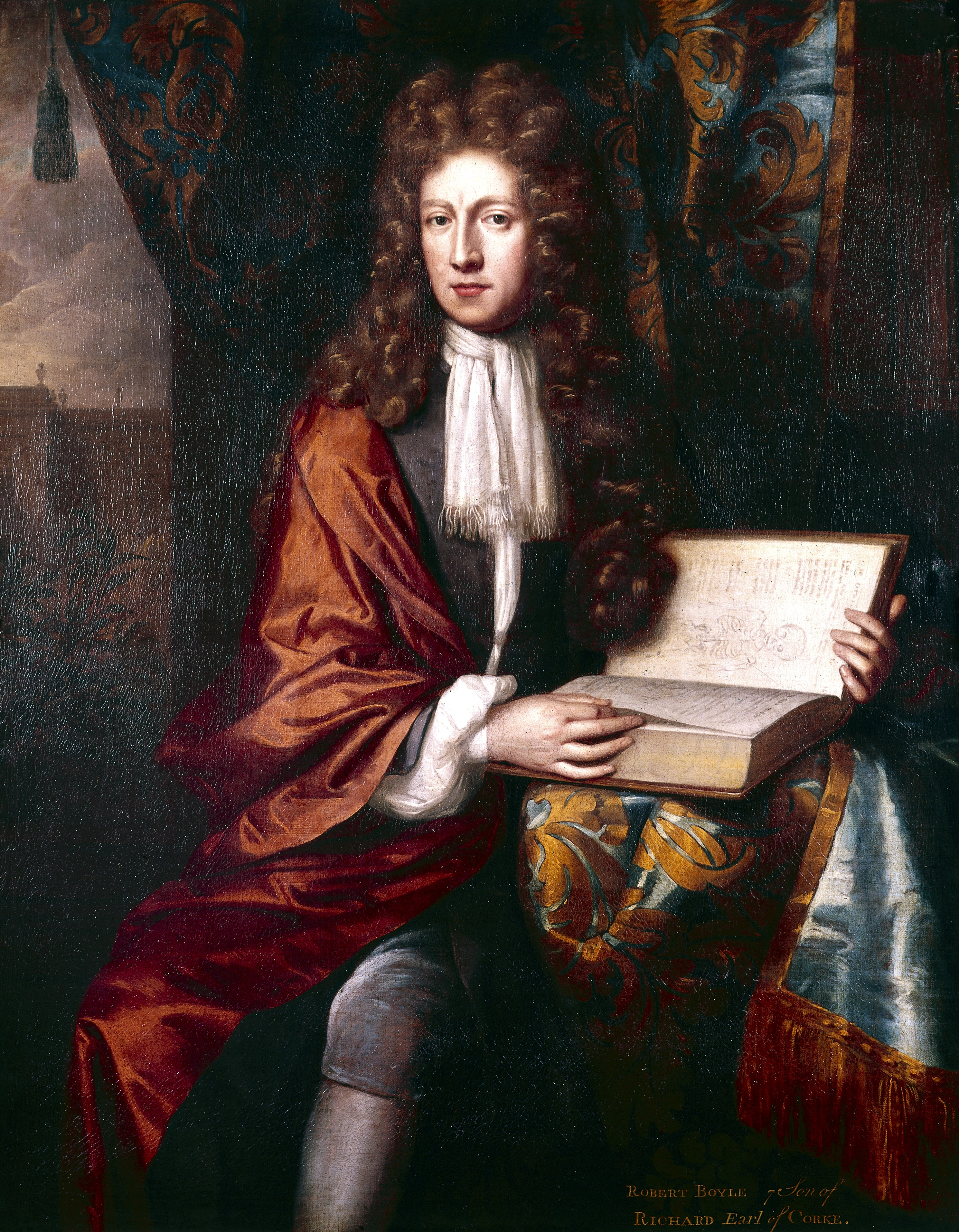
Роберт Бойль

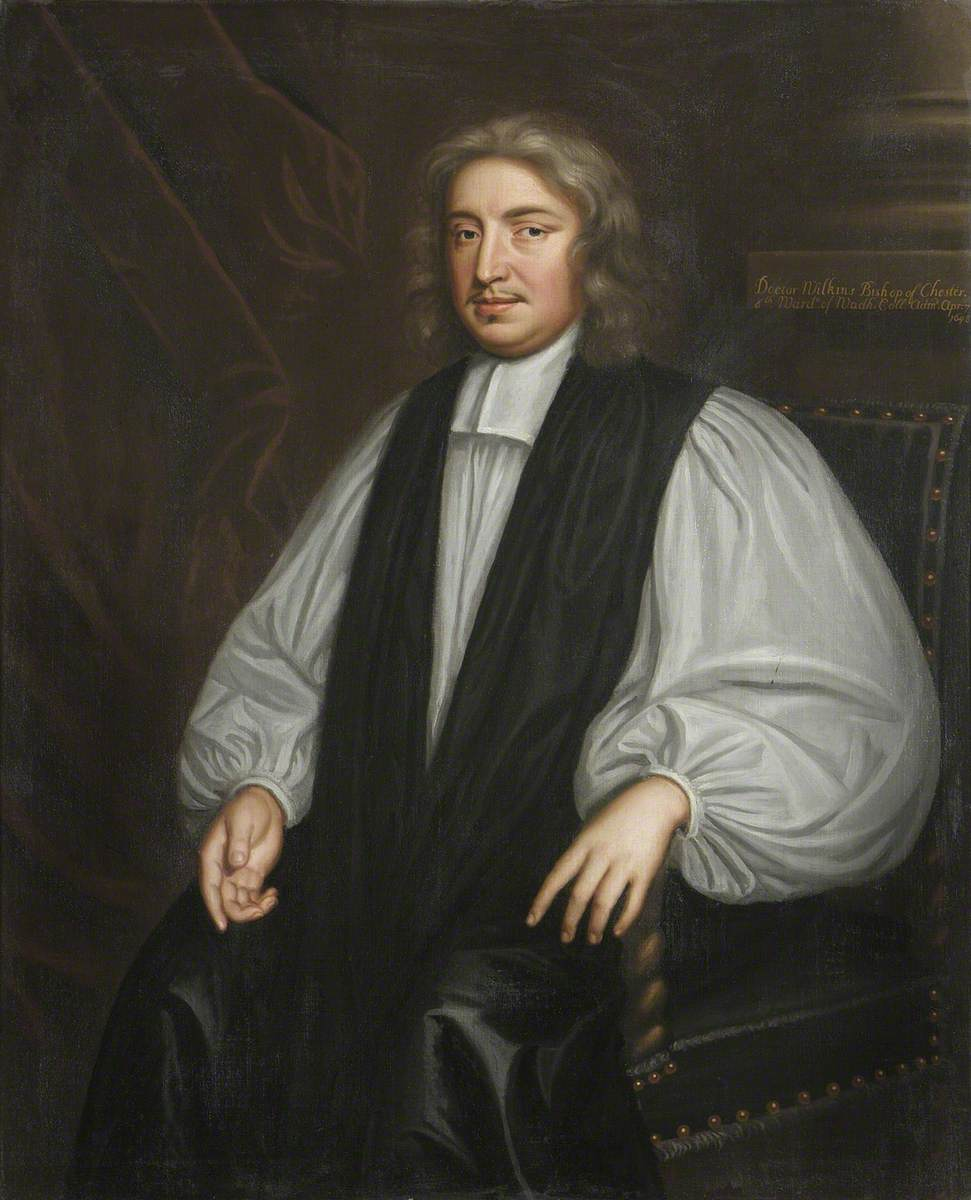
Джон Уилкинс

Предшественником Королевского общества была Незримая коллегия, собиравшаяся с 1645 года в Лондоне и с 1648 года в Оксфорде. Это был частный клуб интеллектуалов-единомышленников, среди которых первенствующее значение имели Роберт Бойль, Джон Уилкинс и Джон Ивлин.
Первое формальное заседание тех же лиц, оформленное протоколом, состоялось 28 ноября 1660 года в лондонском Грешем-колледже. Роберт Бойль подготовил устав общества. В нём говорилось, что целью общества является «совершенствование знания об естественных предметах и всех полезных искусствах… с помощью экспериментов, не вмешиваясь в богословие, метафизику, мораль, политику, грамматику, риторику и логику». Через два года Карл II возвёл общество в степень государственного учреждения; первое официальное заседание состоялось 22 апреля 1663 года.
При основании общество разработало программу исследований, которая включала проблемы, поставленные:
- с одной стороны, практикой — мореплаванием (ориентировка в пространстве и времени, в особенности определение долготы; составление карт), военным делом (изучение движения снаряда в воздухе), металлургией, медициной и так далее;
- с другой стороны — необходимостью выработать научный взгляд на природу, представшую в новом свете в результате коперниканской революции и Великих географических открытий[9].

C 1663 года общество официально называлось «The Royal Society of London for Improving Natural Knowledge», современное название — «The Royal Society». С 1873 по 1967 года штаб-квартира находилась в Бёрлингтон-хаусе на улице Пикадилли. Из-за переполненности Берлингтон-Хауса в 1967 году Общество переехало на Карлтон-Хаус-Террас.
Лишь 22 марта 1945 года первые женщины-стипендиаты были избраны в Королевское общество. В 1947 году Мэри Картрайт стала первой женщиной-математиком, избранной членом Королевского общества. Картрайт также была первой женщиной, вошедшей в Совет Королевского общества.

### Члены-основатели общества
- Ральф Батерст (1620—1704)
- Уильям Болл (1627—1690)
- Роберт Бойль (1627—1691)
- Уильям Браункер (1620—1684)
- Александр Брюс (1629—1681)
- Джонатан Годдард (1617—1675)
- Абрахам Хилл (1633—1721)
- Сэр Роберт Морэй (1608—1673)
- Сэр Пол Нейл (1613—1686)
- Сэр Уильям Петти (1623—1687)
- Лоуренс Рук (1622—1662)
- Джон Уилкинс (1614—1672)
- Сэр Кристофер Рен (1632—1723)

## Российские и советские члены общества
В разное время в состав Лондонского королевского общества были избраны :
| Год избрания | Имя                                 | Наука                 |
| ------------ | ----------------------------------- | --------------------- |
| 2001         | Абрикосов, Алексей Алексеевич       | физика                |
| 1969         | Амбарцумян, Виктор Амазаспович      | астрофизика           |
| 1928         | Анреп, Глеб Васильевич фон          | физиология            |
| 1988         | Арнольд, Владимир Игоревич          | математика            |
| 2000         | Баренблатт, Григорий Исаакович      | механика              |
| 1942         | Вавилов, Николай Иванович           | биология, география   |
| 1942         | Виноградов, Иван Матвеевич          | математика            |
| 1977         | Гельфанд, Израиль Моисеевич         | математика            |
| 1987         | Гинзбург, Виталий Лазаревич         | физика                |
| 1916         | Голицын, Борис Борисович            | физика                |
| 2011         | Громов, Михаил Леонидович           | математика            |
| 1979         | Зельдович, Яков Борисович           | физика                |
| 1929         | Капица, Пётр Леонидович             | физика                |
| 1855         | Ковалевский, Александр Онуфриевич   | биология, эмбриология |
| 1964         | Колмогоров, Андрей Николаевич       | математика            |
| 1837         | Крузенштерн, Иван Фёдорович         | география             |
| 1960         | Ландау, Лев Давидович               | физика                |
| 1982         | Лифшиц, Евгений Михайлович          | физика                |
| 1892         | Менделеев, Дмитрий Иванович         | химия                 |
| 1714         | Меншиков, Александр Данилович       |                       |
| 1895         | Мечников, Илья Ильич                | биология              |
| 1961         | Несмеянов, Александр Николаевич     | химия                 |
| 2011         | Новосёлов, Константин Сергеевич     | физика                |
| 1907         | Павлов, Иван Петрович               | биология, физиология  |
| 1755         | Разумовский, Кирилл Григорьевич     |                       |
| 1958         | Семёнов, Николай Николаевич         | химия                 |
| 2009         | Синай, Яков Григорьевич             | математика            |
| 1827         | Струве, Василий Яковлевич           | астрономия            |
| 1873         | Струве, Отто Васильевич             | астрономия            |
| 1954         | Струве, Отто Людвигович             | астрофизика           |
| 2009         | Сюняев, Рашид Алиевич               | астрофизика           |
| 1944         | Тимошенко, Степан Прокофьевич       | механика              |
| 1911         | Тимирязев, Климент Аркадьевич       | биология              |
| 2010         | Фаддеев, Людвиг Дмитриевич          | математика, физика    |
| 1994         | Халатников, Исаак Маркович          | физика                |
| 1877         | Чебышёв, Пафнутий Львович           | математика, механика  |
| 1981         | Шафаревич, Игорь Ростиславович      | математика            |
| 1960         | Энгельгардт, Владимир Александрович | биохимия              |

Для сравнения, в состав общества за всю его историю были избраны только пять испанских учёных: Сантьяго Рамон-и-Кахаль (1909), Северо Очоа (1965), Антонио Гарсиа-Беллидо (1986), Авелино Корма (2012) и Хинес Мората (2017).

## Награды и премии

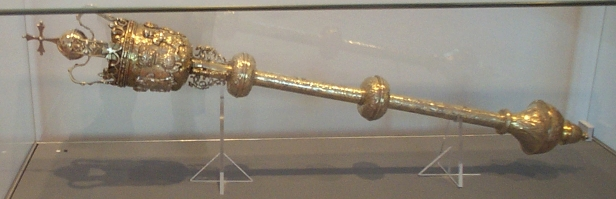
Жезл Лондонского королевского общества

- С 1731 — Медаль Копли, вручается ежегодно за достижения в какой-либо из областей науки.
- С 1775 — Бейкеровская лекция, вручается ежегодно за достижения в области естествознания.
- С 1800 — Медаль Румфорда, вручается раз в два года (в чётные годы) за достижения в области изучения тепловых или оптических свойств вещества.
- С 1826 — Королевская медаль, вручается ежегодно за достижения в развитие естествознания (2 медали) и за выдающийся вклад в прикладную науку (одна медаль).
- С 1877 — Медаль Дэви, вручается ежегодно за достижения в области химии.
- С 1890 — Медаль Дарвина, вручается по чётным годам за достижения в области эволюции, популяционной биологии, биологии организмов, биоразнообразия.
- C 1901 — Медаль Сильвестра, вручается раз в два года (в чётные годы) за достижения в области математики.
- C 1902 — Медаль Хьюза, вручается ежегодно за достижения в области физических наук, особенно связанных с производством, хранением и использованием энергии.
- C 1960 — Медаль Леверхалма, вручается раз в три года за достижения в химии или в инженерном деле.
- C 1986 — Премия Майкла Фарадея, вручается ежегодно за достижения в популяризации науки.
- C 1989 — Медаль Габора, вручается раз в два года (в нечётные годы) за достижения, связывающие науки о жизни с другими дисциплинами.